# Jonny Gahnshag
Jonny Anders Gahnshag, född 26 mars 1971 i Salems församling i Stockholms län, är en svensk socialdemokratisk politiker. Åren 2002–2006 och 2010–2014 var han kommunalråd och kommunstyrelsens ordförande i Falu kommun; åren 2006-2010 var han oppositionsråd. Från 2014 till 2017 var han kommunalråd och kommunstyrelsens förste vice ordförande. Utöver ett antal kommunala uppdrag ingår han också i styrelserna för HSB Dalarna och Socialdemokraterna i Dalarna.
Gahnshag är utbildad sjuksköterska och har högskolekurser i  statsvetenskap och ledarskap. Han har arbetat som omsorgsassistent inom Borlänge kommun, som sjuksköterska och var åren 2001-2007 anställd vid landstingets ledningskontor i Gävle. Från 2008 är Gahnshag anställd vid konsultföretaget Ledningskompaniet i Falun.
Gahnshag är från och med januari 2018 chef på Samhällsutvecklingsförvaltningen i Rättviks kommun.